# Distrikt La Coipa
Der Distrikt La Coipa liegt in der Provinz San Ignacio in der Region Cajamarca im Norden Perus. Der Distrikt wurde am 12. Mai 1965 gegründet. Er besitzt eine Fläche von 411 km². Beim Zensus 2017 wurden 20.538 Einwohner gezählt. Im Jahr 1993 lag die Einwohnerzahl bei 16.407, im Jahr 2007 bei 18.762. Sitz der Distriktverwaltung ist die 1493 m hoch gelegene Ortschaft La Coipa mit 880 Einwohnern (Stand 2017). La Coipa befindet sich knapp 30 km südsüdöstlich der Provinzhauptstadt San Ignacio.

## Geographische Lage
Der Distrikt La Coipa befindet sich in der peruanischen Westkordillere südzentral in der Provinz San Ignacio. Der Río Tabaconas fließt entlang der südwestlichen und südlichen Distriktgrenze nach Osten.
Der Distrikt La Coipa grenzt im Süden und im Südwesten an die Distrikte Bellavista und San José del Alto (beide in der Provinz Jaén), im Nordwesten an den Distrikt Tabaconas sowie im Nordosten und im Osten an den Distrikt Chirinos.

## Ortschaften
Neben dem Hauptort gibt es folgende größere Ortschaften im Distrikt:
- Buenos Aires
- Cañas Bravas
- El Pindo
- El Rejo
- Flor de Loma Larga
- Huacora
- La Lima
- La Unión
- Las Cidras
- Linderos
- Pacaypite
- Rumipite Alto
- Rumipite Bajo
- San Francisco
- Tamboa
- Vergel
- Vira Vira